# 柳井駅
柳井駅（やないえき）は、山口県柳井市中央二丁目にある、西日本旅客鉄道（JR西日本）山陽本線の駅。

## 歴史
- 1897年（明治30年）9月25日：山陽鉄道広島駅 - 徳山駅間開通時に、柳井津駅（やないつえき）として開設[2]。
- 1906年（明治39年）12月1日：山陽鉄道国有化により帝国鉄道庁の駅となる[2]。
- 1909年（明治42年）10月12日：線路名称制定。山陽本線所属となる。
- 1929年（昭和4年）4月20日：柳井駅（やないえき）に改称[2]。
- 1934年（昭和9年）12月1日：現在の岩徳線に当たる、麻里布駅（現・岩国駅） - 周防高森駅 - 櫛ケ浜駅間の新線が全通し、山陽本線に編入。従来の山陽本線のうち麻里布駅 - 柳井駅 - 櫛ケ浜駅間は柳井線として分離され、当駅もその所属となる。
- 1944年（昭和19年）10月11日：柳井線が全線複線化され、山陽本線に再編入。当駅も山陽本線所属に戻る。1934年に山陽本線へ編入された区間は岩徳線として分離。
- 1947年（昭和22年）12月5日：昭和天皇の戦後巡幸。お召し列車が5分間停車し、駅前奉迎が行われる[4]。
- 1961年（昭和36年）5月11日：駅舎改築[5]。
- 1964年（昭和39年）7月25日：当駅を含む山陽本線区間が直流電化される（同線全線電化が完成）。
- 1975年（昭和50年）3月10日：山陽新幹線の岡山駅 - 博多駅間開業に伴い、当駅に停車する特急・急行列車は夜行列車のみとなる。
- 1984年（昭和59年）1月1日：貨物（車扱貨物）の取扱を廃止[2]。駅南側に有蓋車用の貨物ホームが設置されていた。
- 1986年（昭和61年）11月1日：新聞紙以外の荷物扱い廃止[2]。
- 1987年（昭和62年）
  - 3月31日：貨物の取扱を再開[2]。ただし、将来貨物設備を整備することに備えたもので、この時点での実態は無い。
  - 4月1日：国鉄分割民営化により、JR西日本・JR貨物の駅となる[2]。
- 1997年（平成9年）11月1日：JR貨物の駅（貨物取扱）が廃止[2]。
- 2009年（平成21年）3月14日：この日のダイヤ改正により、当駅に停車する夜行優等列車が全廃され、普通列車（一部は岩国駅若しくは広島駅以東快速）のみの停車となる。
- 2018年（平成30年）7月6日 - 7月16日：豪雨により営業休止。17日から岩国駅 - 当駅間で再開。なお、徳山駅まではバス代行を実施。
- 2019年（平成31年）
  - 2月28日：この日をもってみどりの窓口の営業を終了[6]。
  - 3月1日：みどりの券売機プラスの利用を開始[6]。
- 2020年（令和2年）12月12日：WEST EXPRESS 銀河停車開始[7]。営業停車は上り大阪行きのみだが、その15分間の停車時間中は「トワイライトエクスプレス」同様、「チキンチキンごぼう」や「柳井バーガー」など地元の産品を改札口付近などで販売する。
- 2021年（令和3年）3月23日：各ホームにエレベーターを設置[8]。
- 2022年（令和4年）
  - 3月12日：ICカード「ICOCA」の利用が可能となる[9][10]。自動改札機の供用開始[10]。
  - 4月1日：業務委託駅化[3]。

## 駅構造
島式・相対式ホーム混合3面4線のホームを有する地上駅。真ん中の3・4番のりばが島式である。駅舎は1番のりば側にあり、その他のホームへは跨線橋で連絡している。
ホームには様々な号車案内が存在し、今でも新幹線開業前の優等列車号車案内が残っている（「しらぬい」・「つくし1・2号」・「べっぷ1号」・「ながと1号」・「あさかぜ」・「玄海」・「しおじ」・「富士」）。

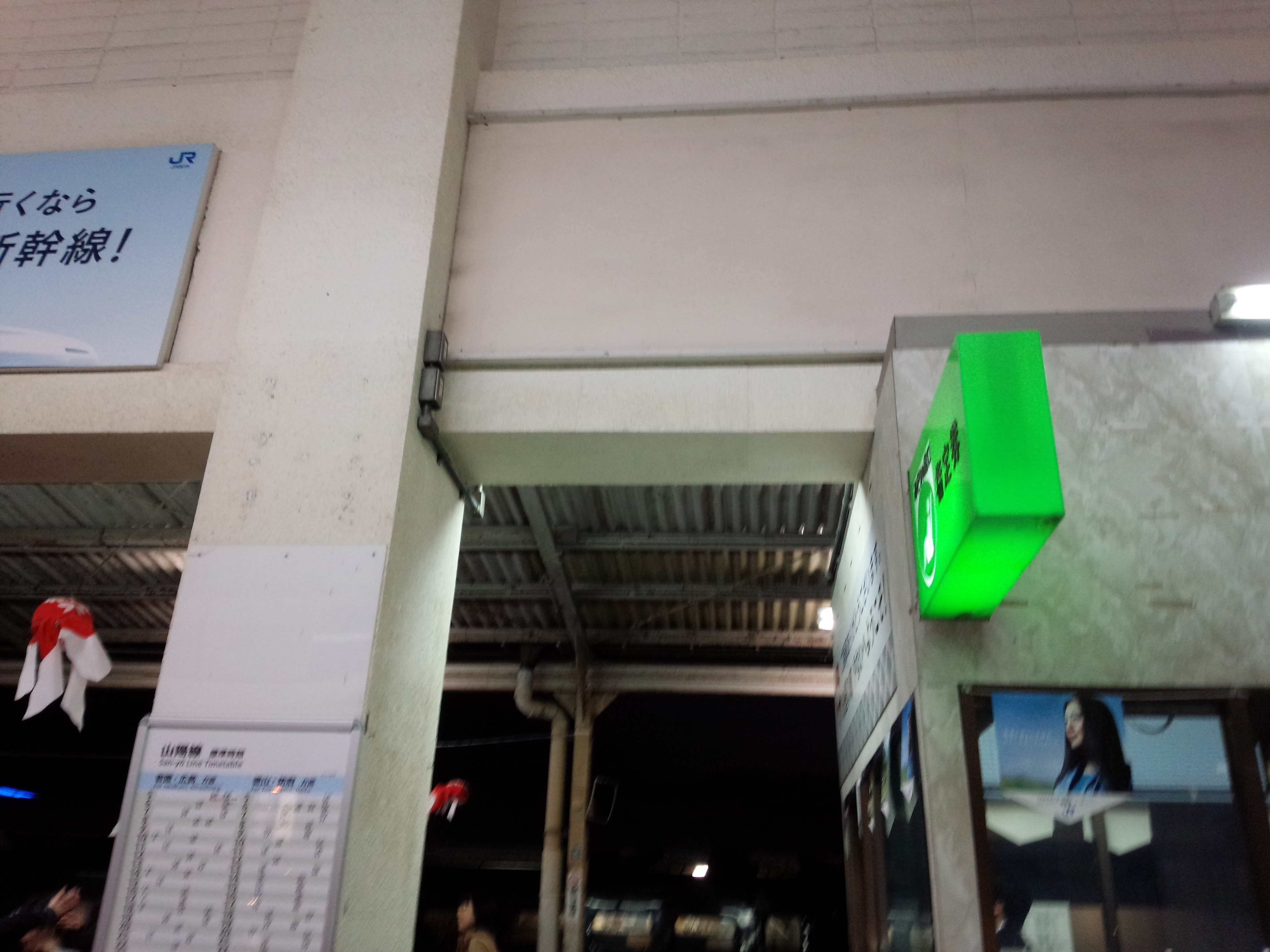
かつてフルカラー発車標があった壁（2015年11月）

岩国駅管理の業務委託駅で、みどりの券売機プラスが設置されている。

### のりば
| のりば | 路線      | 方向 | 行先           | 備考                |
| ------ | --------- | ---- | -------------- | ------------------- |
| 1・3   | ■山陽本線 | 上り | 岩国・広島方面 | 3番のりばは一部列車 |
| 3 - 5  | ■山陽本線 | 下り | 徳山・防府方面 |                     |

付記事項
- 1番のりばが上り本線、3番のりばが上下共用の待避線、4番のりばが下り本線、5番のりばが下り副本線である。貨物列車の通過待ちや当駅始発を除き、1番のりばと4番のりばを使用する[12]。
- 1・3番線の間には、ホームのない中線（2番線）が設けられている。
- かつて5番線の向かいに貨物用側線の6番線があったが撤去されている。
- 夜間滞泊が設定されている。

### 券売機

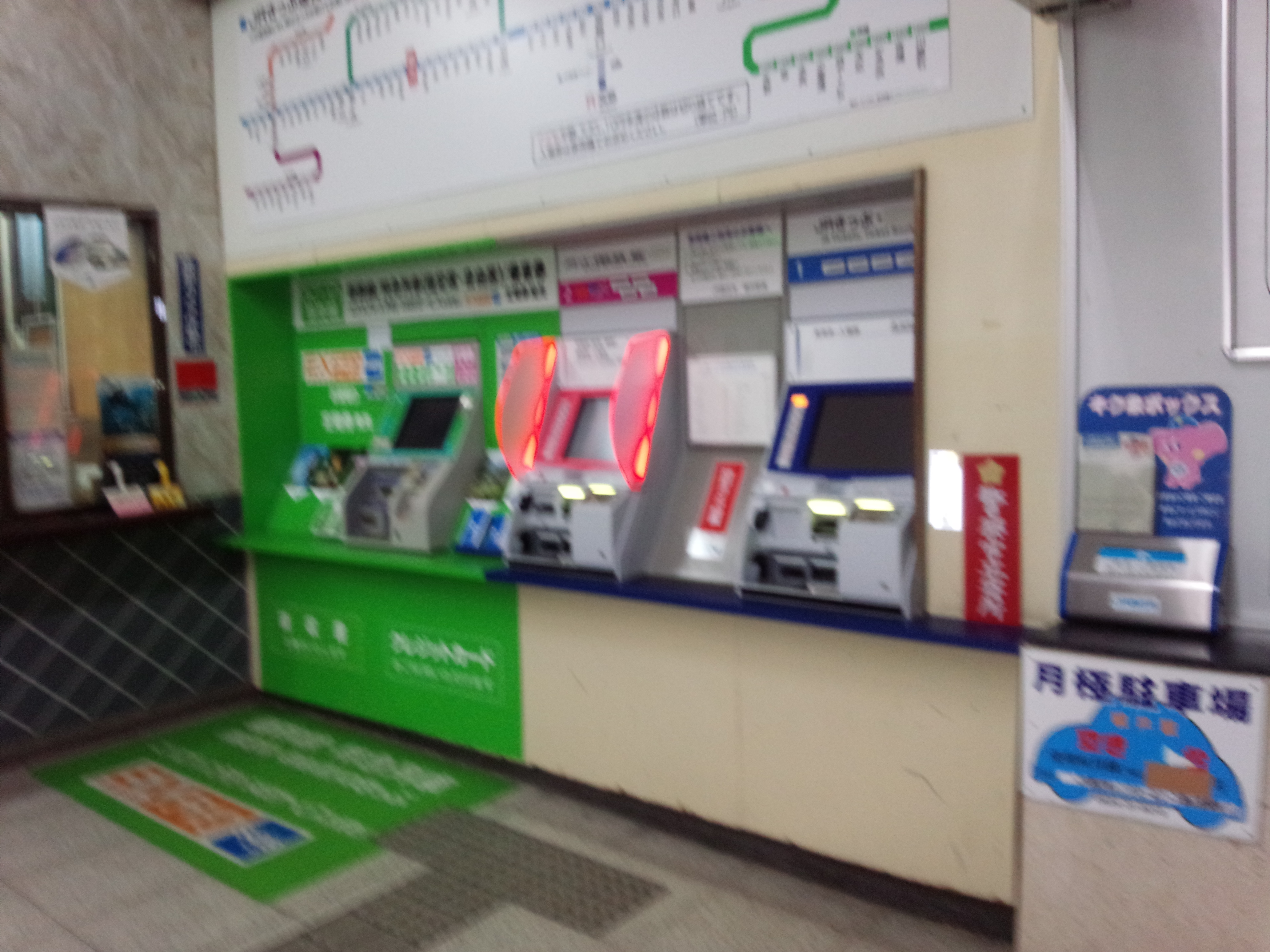
新型券売機導入（2015年11月）

自動券売機は、新幹線乗車券を取扱え、オペレーターと対話して切符を購入出来るみどりの券売機プラス（緑）と定期券等も購入出来る多機能券売機（赤）、機能限定券売機（青）がある。みどりの券売機プラスではクレジットカードも使用可能。多機能券売機では、定期券購入の場合のみクレジットカードを使用出来る。

### 店舗等
- 駅舎の表にはコインロッカーがある。

## 駅弁
構内販売業者水了軒（元々は大阪駅等の水了軒の支店で、のち独立。和歌山駅の和歌山水了軒とも別会社）がドライカレー弁当を発売していた。販売落込みにより駅売りから撤退し、寝台特急の車内販売でのみ幕の内弁当を販売するという特異な営業形態を取っていた。
この営業形態も2009年（平成21年）3月14日ダイヤ改正で柳井駅に停車する寝台特急が廃止されたため終了した。

## 利用状況
1日の平均乗車人員は以下の通りである。
| 乗車人員推移 | 乗車人員推移 |
| 年度         | 1日平均人数  |
| ------------ | ------------ |
| 1999         | 2,746        |
| 2000         | 2,612        |
| 2001         | 2,519        |
| 2002         | 2,479        |
| 2003         | 2,429        |
| 2004         | 2,423        |
| 2005         | 2,374        |
| 2006         | 2,286        |
| 2007         | 2,198        |
| 2008         | 2,261        |
| 2009         | 2,169        |
| 2010         | 2,129        |
| 2011         | 2,172        |
| 2012         | 2,149        |
| 2013         | 2,137        |
| 2014         | 2,016        |
| 2015         | 2,023        |
| 2016         | 1,971        |
| 2017         | 1,913        |
| 2018         | 1,828        |
| 2019         | 1,852        |
| 2020         | 1,529        |
| 2021         | 1,513        |
| 2022         | 1,593        |

## 駅周辺
出口は北側にある。南側へは地下道で連絡している。

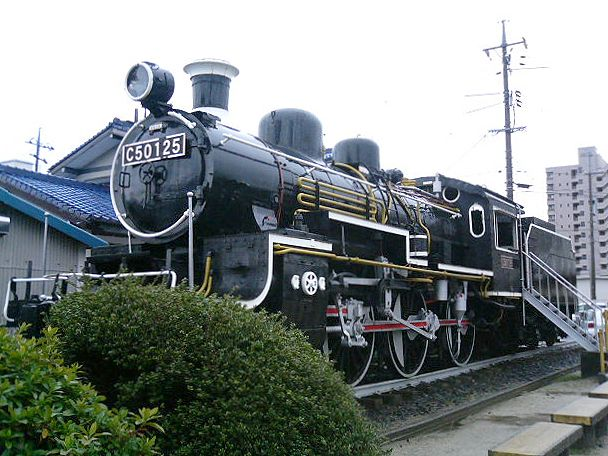
駅南公園に保存されているC50 125（2006年1月）

かつて駅南側には柳井機関区（1897年の駅開業と同時に柳井津機関庫として開設。1934年から1944年までは機関車駐泊所。1944年に柳井機関区として再開設）があり、D51形やD52形も配置された中規模の機関区であった。1972年（昭和47年）頃までC50形が所属し入換作業に使用されていた。その後1984年に機関区は廃止され操車場のみが暫く残ったが（なお、この間に80系のトップナンバーで、現在京都鉄道博物館に保存されているモハ80001・クハ86001が保管されていた）、1996年（平成8年）頃から線路が撤去され、跡地は再開発されてショッピングセンターとマンションになった。現在は駅南側の駅南公園に、入換に活躍したC50 125が保存されている。
北側の古市金屋地区には白壁の町並みが残り、国の重要伝統的建造物群保存地区に選定された。

### 北側
- やまぐちフラワーランド
- 柳井郵便局
- 広島銀行柳井支店
- 山口銀行柳井支店
- 東山口信用金庫柳井支店

### 南側
- ミスターマックス柳井ショッピングセンター
- 柳井市役所
- ゆめタウン柳井
- 山口銀行柳井南支店
- 西京銀行柳井支店
- 東山口信用金庫柳井南支店

## バス路線
駅北側に防長交通の「柳井駅前」停留所がある。この停留所は、柳井市内・平生・上関・徳山方面の路線の拠点となっている。
1番のりば
- 快速：周東病院前・徳山駅方面
- 周東病院前・イオンタウン平生・脇の浜・上関方面

3番のりば
- 柳井医療センター前・池の浦方面

4番のりば
- 周東病院前 / 田尻
- 大屋東 / イオンタウン平生方面
- 周東病院前 / 田布施駅前

5番のりば
- 周東病院前 / 久可地

## 隣の駅
西日本旅客鉄道（JR西日本）
■山陽本線
柳井港駅 - 柳井駅 - 田布施駅